# Arctia septata
Arctia septata là một loài bướm đêm thuộc phân họ Arctiinae, họ Erebidae.